# Habenaria engleriana
Habenaria engleriana är en orkidéart som beskrevs av Friedrich Fritz Wilhelm Ludwig Kraenzlin. Habenaria engleriana ingår i släktet Habenaria och familjen orkidéer. Inga underarter finns listade i Catalogue of Life.